# Renzo Tjon-A-Joe
Renzo Tjon-A-Joe (Paramaribo, 8 juli 1995) is een Surinaamse zwemmer, met sinds 2024 een Nederlands paspoort. Hij komt met name uit op de 50 m en 100 m vrije slag. Hij is een Olympisch sporter (2016, 2020 en 2024) en in de jaren 2010 de snelste zwemmer van Suriname op de 50m en 100m vrije slag.

## Biografie
Renzo Tjon-A-Joe is de Sportman van het jaar van 2013 en 2015.
Hij maakte op 18-jarige leeftijd zijn debuut op het Wereldkampioenschap voor junioren in Dubai. Hierbij haalde hij de finale van de 50 meter vrije slag. Inmiddels is hij nationaal recordhouder op zowel de korte- als langebaan op de 50 en 100 meter vrij. In 2013 en 2015 werd hij uitgeroepen tot Surinaams atleet van het jaar. In voorbereiding op de Olympische spelen van 2016 is Tjon-A-Joe naar de Verenigde Staten getrokken om te trainen aan het zwemteam van Auburn University in Auburn, Alabama. Hij studeert daarnaast economie aan Harvard Extension School.
In 2018 won Tjon-A-Joe op de drie grote regionale kampioenschappen goud op de 50 meter vrije slag; ODESUR de Zuid-Amerikaanse Spelen, de Centraal-Amerikaanse en Caraïbische Spelen en het CCCAN Kampioenschap. In juli 2019 won hij opnieuw twee gouden medailles op de 50 en 100 meter vrije slag in Barbados.
In 2021 verbrak hij het Surinaamse record 50 meter vrije slag dat hij in Rotterdam tijdens de Albion Open won in 21,84 seconden.

## Olympische Spelen
Hij heeft deelgenomen aan de Olympische Zomerspelen van 2016 en is sinds minimaal die tijd de snelste zwemmer in de Surinaamse geschiedenis op de 50m en 100m vrije slag.
Daarna kwalifceerde hij zich ook voor de  Olympische Zomerspelen van 2020 en was toen de vlaggendrager voor Suriname. Hij zwom ook tijdens de Olympische Zomerspelen 2021 in Tokio.
Tjon-A-Joe kwam tijdens de Olympische Zomerspelen van 2024 uit voor Nederland. Hij zwom de 50 meter vrije slag.

## Persoonlijke records
Bijgewerkt t/mt 9 april 2023 
Kortebaan
| Afstand          | Tijd  | Datum         | Plaats    |
| ---------------- | ----- | ------------- | --------- |
| 50m vrije slag   | 21,13 | 26 juni 2022  | Rotterdam |
| 100m vrije slag  | 47,03 | 3 juli 2022   | Amsterdam |
| 50m vlinderslag  | 23,15 | 25 juni 2022  | Rotterdam |
| 100m vlinderslag | 54,40 | 24 april 2022 | Den Haag  |

Langebaan
| Afstand          | Tijd  | Datum         | Plaats     |
| ---------------- | ----- | ------------- | ---------- |
| 50m vrije slag   | 21,88 | 9 april 2023  | Eindhoven  |
| 100m vrije slag  | 48,80 | 19 juni 2022  | Amersfoort |
| 50m vlinderslag  | 24,95 | 8 maart 2019  | Des Moines |
| 100m vlinderslag | 56,94 | 24 april 2014 | Mesa       |